# 梅籍芳
梅籍芳（1908年8月—1983年10月11日），男，江苏阜宁人，中华人民共和国农学家，江苏省农业科学院研究员，专于小麦育种研究。曾任第三届全国人大代表，第五、六届全国政协委员。

## 生平
1908年8月12日（一说8月4日）出生于江苏省阜宁县。先后毕业于阜宁县第一高等小学、南京第一农校。1929年入读金陵大学农学院，后又进修硕士研究生课程。1943年在湖北省立农学院任教。1945年赴美国康乃尔大学和华盛顿州立大学研究实习。1946年回国后，在中央农业实验所担任技正，从事小麦研究。1950年并入新成立的华东农业科学研究所，担任小麦杂粮系主任。1951年加入九三学社。历任九三学社江苏省工作委员会委员，江苏省农业科学院粮食作物研究所所长、研究员，农牧渔业部科学技术委员会委员，中国作物学会理事，江苏省作物学会理事长等职。1980年11月加入中国共产党。1983年10月11日在南京市逝世。